# 代替コルク

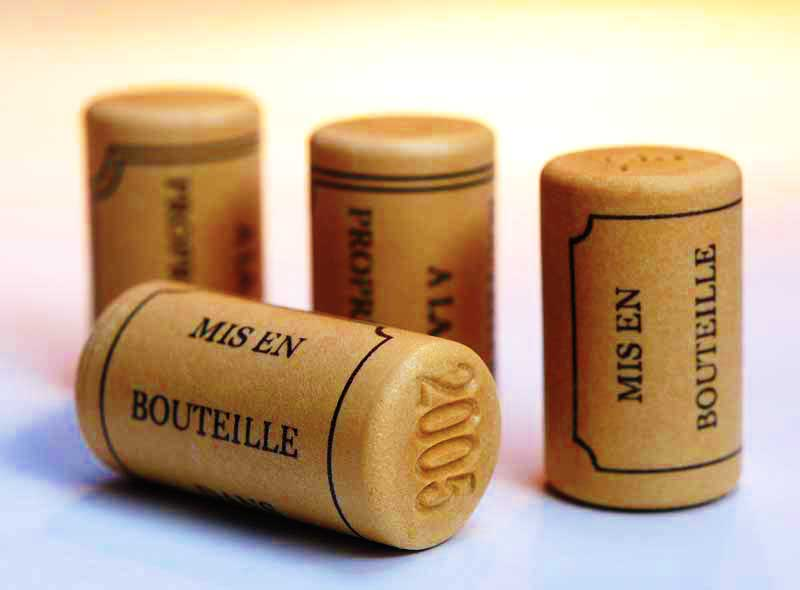
合成コルク

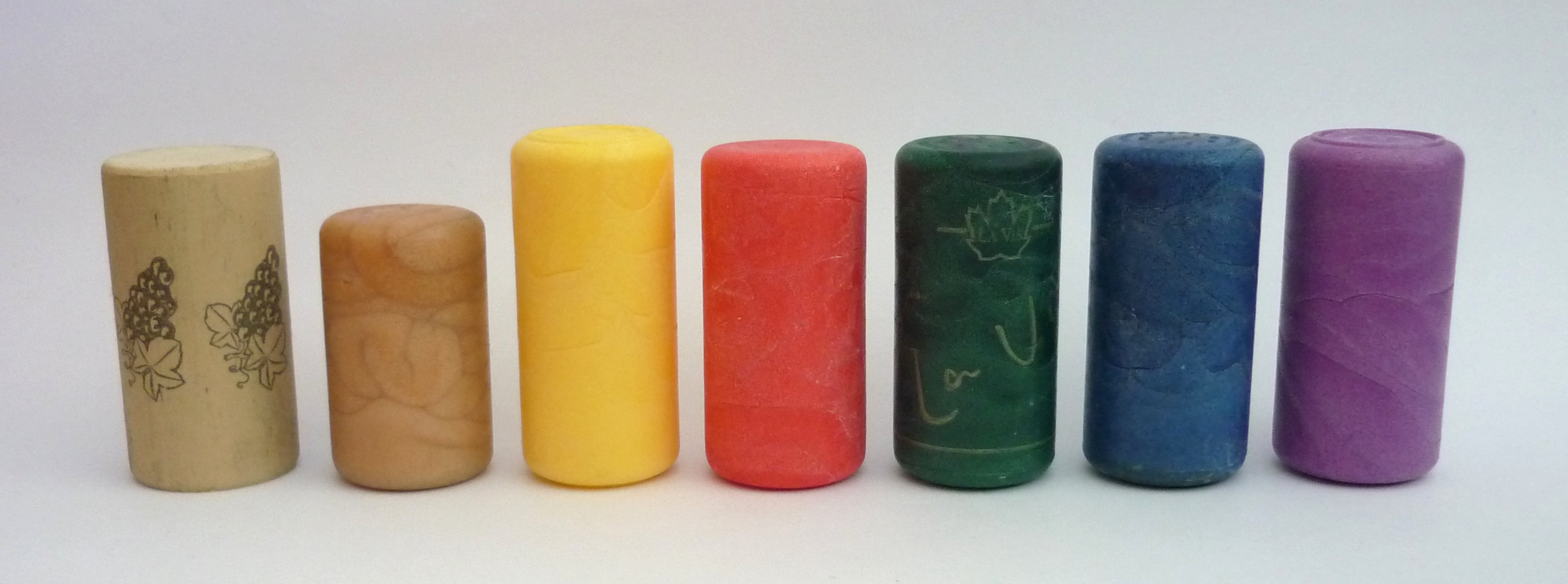
様々な色の合成コルク

ワインボトルにおける代替コルク（あるいは代替栓）は、伝統的に用いられてきたコルク栓の代わりにワインボトルの封をするために使われる栓を指す。通常のコルクを用いると「ブショネ」と呼ばれるトリクロロアニソール（TCA）という化合物による劣化が発生しうる。その対策のために、ワイン生産者による品質管理の手段としてコルクを代替する動きが持ち上がった。
代替コルクに関する論争は、主にスクリューキャップの支持者と天然コルクの支持者の間で交わされているが、その論点は「瓶詰め後のワインの熟成において化学的な差があるか」ということである。ワイン作りでは瓶詰め後のことも考慮する必要がある。つまり、栓の仕方によって酸素の透過率が異なるため、ワインが飲まれるまでに味わいに差が出る可能性がある。
コルク生産組合のAPCORは、ブショネの発生率が0.7-1.2%であるとの研究を挙げている。2005年の調査では、カリフォルニア州ナパ郡にあるワインスペクテイター誌の施設でブラインドテイスティングにかけられた2800本のワインのうち、7%でブショネが見つかった 。

## 概要
ワインの保存のためにガラス瓶が一般的に使われるようになったのは17世紀のことであり、1650年頃にはコルク栓が普及した。伝統的なコルク栓はコルクガシの樹皮を円筒形に打ち抜いて作製するが、余ったコルクを粒状にし、接着剤を用いて圧縮成形した圧搾コルクと呼ばれる栓も存在する。現在においてもコルクはワインボトルの栓として一般的ではあるものの、コルクには以下に挙げるような欠点が存在する。
- コルクの漂白に用いられる塩素系漂白剤とカビの反応により、2,4,6-トリクロロアニソールと呼ばれる不快臭を持つ物質が発生しうる。このような劣化はブショネと呼ばれる[1][2]。
- 天然素材であるため品質にばらつきがあり、高品質なものの調達には限界がある[8][9]。低品質なものでは空気を遮断しきれなかったり液漏れを引き起こすことがある[10]。

これらの欠点の解決を図るため、プラスチックなどの人工材料による栓で代替したり、スクリューキャップのように従来とは異なる形状の栓を用いられるようになった。プラスチック製の合成コルクは1990年頃発売されたが、注目を集めるようになったのは1995-1996年のことである。その後、21世紀に入ってからは全世界的に使用されるようになった。スクリューキャップは1970年代から現在に近い形のものが存在していたが、2001年頃からニュージーランドやオーストラリアを起点にして爆発的に広まった。2004年においては、全世界のワイン出荷量（約140億本）のうち、76%が天然コルク（圧搾コルクを含む）を用いており、合成コルクは16%、スクリューキャップは8%であった。また、後述のようにそのほかの代替コルクも登場している。天然コルクの欠点を克服した代替コルクは、その使用頻度を増してきてはいるものの、消費者が天然コルクに対して感じる高級感はなお根強く、高級ワインに代替コルクを用いるケースは限定的である。

## 種類

### 合成コルク

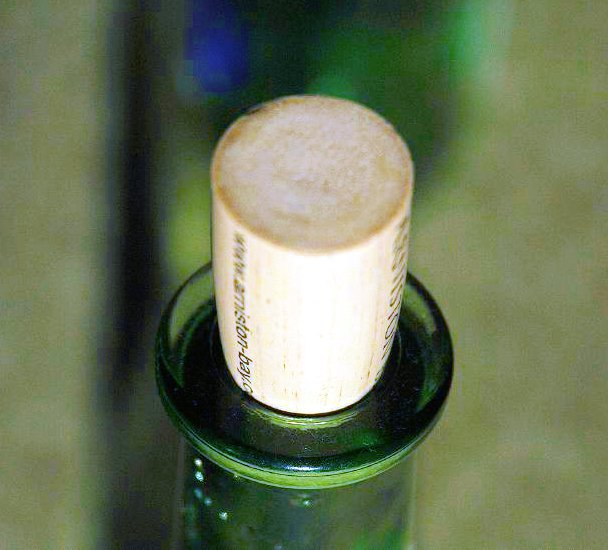
ボトルから抜く途中の合成コルク。外観は天然コルクと似せてある。

合成コルク（synthetic cork）はプラスチック製であり、天然コルクに似た見た目と抜き心地になるよう作られており、かつTCAで汚染されるリスクがない。合成コルクのデメリットとしては、わずか18か月の後に外部から空気が流入する劣化のリスクがあること、抜栓が天然コルクと比べて困難であること、抜栓後に再び栓をするのが難しいことが挙げられる。ワイン・スペクテイター誌のジェームス・ローブは、ワインにわずかな化学物質の臭いが移ることがあるとも主張している。
天然コルクとは異なり、合成コルクの素材は多くの場合生分解性は無いが、樹脂識別コードの#4か#7に該当するとしてリサイクルが可能である。合成コルクの製造方法は、主に射出成型か押出成型の2種類である。ヴィクトル＝セガレン・ボルドー第2大学で2007年に行われた研究では、射出成型で作られた合成コルクは天然コルクやスクリューキャップと比べて酸素の透過量が多く、ワインを酸化から守るという意味合いでは好ましくないことが示された。
合成コルクを用いた場合、ワインの感覚的性質に影響を与える酸素の透過量を制御することができるともいえる 。

### スクリューキャップ

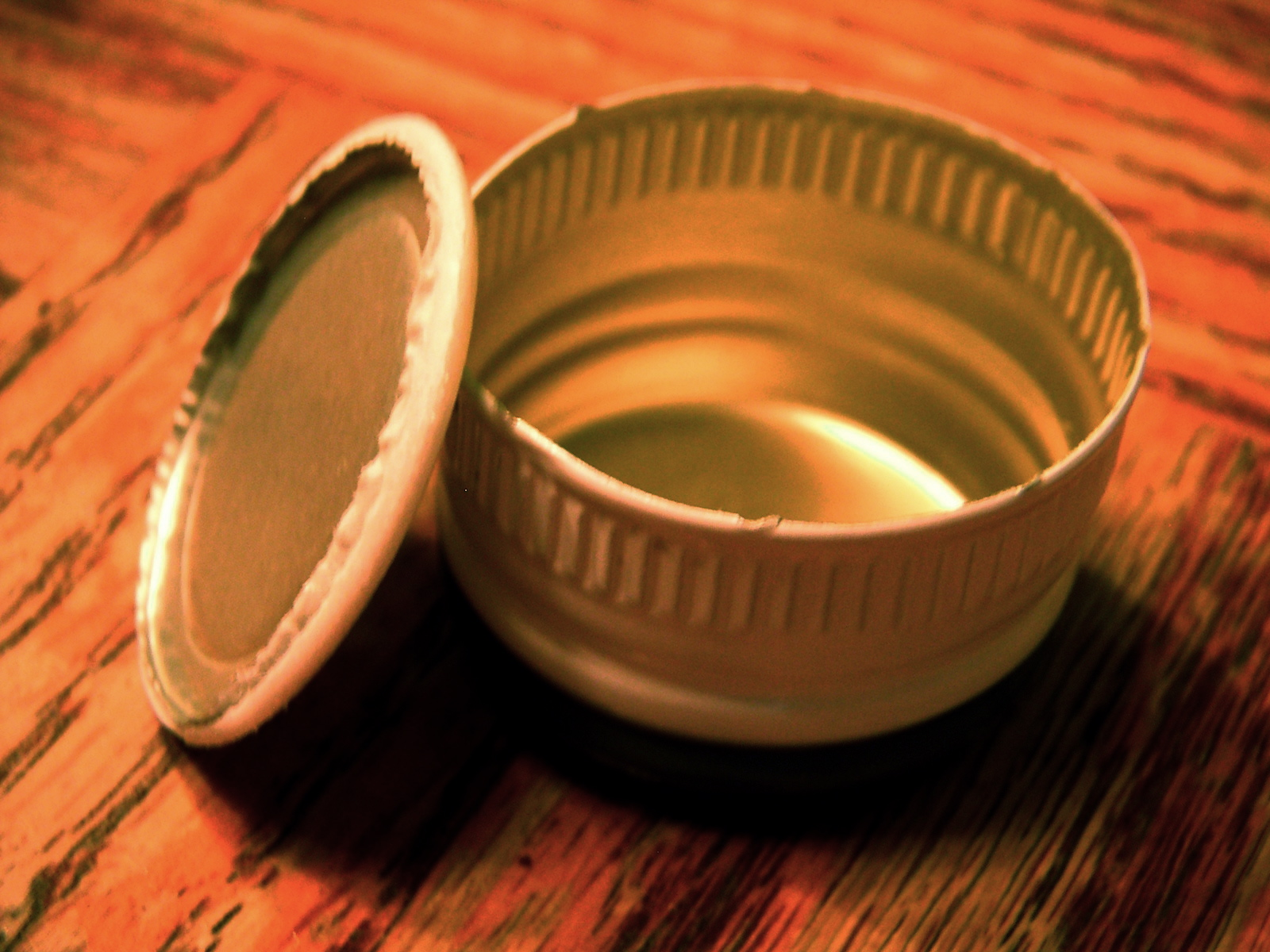
内蓋を外した状態のスクリューキャップ

スクリューキャップ（代表的なものはステルヴァンキャップ）はアルミニウム製の栓であり、ボトルの首に取り付けられる。オーストリア、オーストラリア、ニュージーランドのワイナリーでは大半がこのスクリューキャップを採用している。これらの国々でスクリューキャップが多用されるのは、コルク栓の代わりにスクリューキャップを用いる動きがニュージーランドの先導で推進されたためである。スクリューキャップの気密性はコルクよりも強固であるため、より長期間酸素を遮断することができる。この特徴のために、ワインの総合的な品質を保つことができ、長期熟成のポテンシャルにも寄与する。ドメーヌ・ラロッシュのミシェル・ラロッシュは、この特徴が自身のワインにスクリューキャップを採用する決め手になったと語っている。「様々な品質試験で明白な結果が示された。スクリューキャップはブショネの予防策になるだけではなく、ワインの熟成にとっても好ましく、とりわけ新鮮な香りが残る」。
よく引き合いに出される反論としては、シャトー・オー・ブリオンで1970年代に行われた実験がある。スクリューキャップを使った100本のワインを長期間にわたって観測したところ、シャトー・オー・ブリオンのマネージャーのジャン＝ベルナルド・デルマによれば「最初の10年は完璧な保存状態だったが、その後キャップ内部のプラスチックが脆くなり、空気が流入した」という結果であった。
ワイン専門家のジャンシス・ロビンソンによれば、スクリューキャップのデメリットは酸化とは逆の還元であるという。この還元によりワインの香りは抑えられると共に、快いものではなくなってしまう可能性がある。ソーヴィニヨン・ブランはもともと還元されやすい傾向のある品種であるため、特にこの問題が起こりやすい。さらに言えることは、スクリューキャップの一般的なイメージとして「消費者は実際の値段に関わらず、スクリューキャップのワインをいまだ“安物”と受け止めている」ということもデメリットのひとつである。
2004年にワインコンサルティング会社のワイン・インテリジェンスが行った消費者意識調査によると、アメリカ人では約52%、イギリス人では約60%が高級ワインにスクリューキャップを用いることに反対した。2007年のヴィクトル＝セガレン大学の調査では、天然コルク・合成コルクと比較し、スクリューキャップがもっとも酸素の透過量が少なく、したがって酸化からワインを守るには最も適していることが示された。
2006年9月のインターナショナル・ワイン・チャレンジで行われた劣化に関するセミナーでの研究発表によれば、スクリューキャップを用いたワインの50本に1本が硫化の影響を受けている可能性があることがイギリスの新聞により広く報告されたという。この量は、全世界で20万本に相当する。これにより消費者は「本来のブーケではなく、硫黄臭（ゴムが焼けたような、あるいは卵の腐ったような臭い）がするワインに出会うはめになる」。ジェイミー・グッドはこの発表に対して異を唱え、「栓の科学的な考察としてふさわしいものではなく、不正確さや誤解に満ちている。そしてワイン業界に貢献するものではない」と主張し、具体的な不正確な点を指摘した。

### VINOLOK

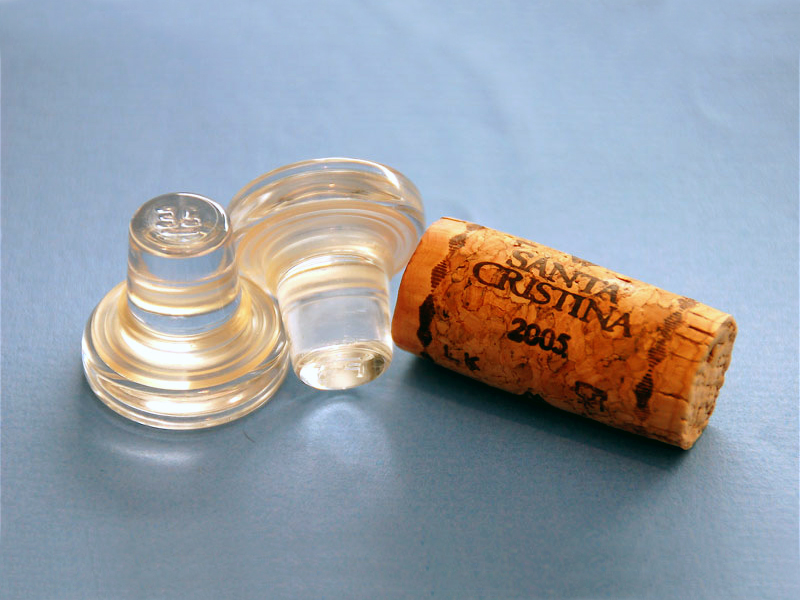
ガラス製の栓

Vinolok（Vino-Sealとも呼ばれる）はプラスチックおよびガラス製の栓である。ALCOA社が開発し、現在はチェコのガラスメーカーであるPreciosaが生産している。2003年にヨーロッパ市場に投入されて以降、300軒を超えるワイナリーがこの栓を使用している。ガラス栓の内部に化学的に不活性なOリングが取り付けられた構造で、気密が可能であるため、酸化やTCA汚染を防ぐことができる。もっとも、栓自体が比較的高価（70セント/個）である上、瓶詰め作業についても手作業で行うか専用の機材を導入する必要があり、コストが高いという問題がある。

### ゾーク

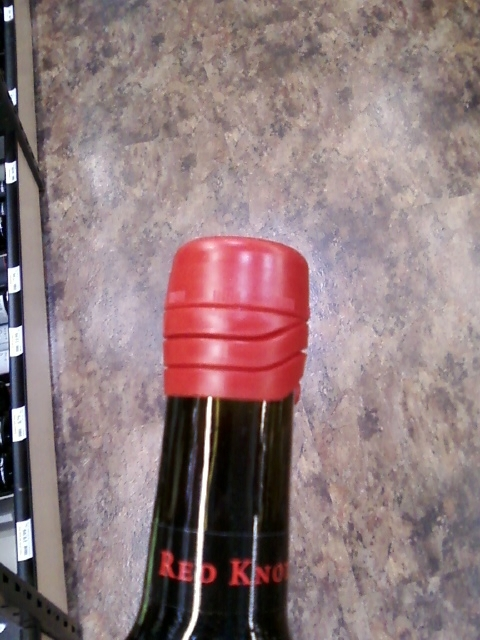
ゾークが取り付けられたワインボトルの口

ゾーク（Zork）はスティルワイン用の代替コルクであり、スクリューキャップのような方式で気密を保ち、コルクのように開けることができる。オーストラリアの同名の会社が開発した。ゾークは3つの部分から成っている。キャップ外部は、通常の形状のワインボトルの口に固定され、ここから未開封か開封済みかを判別できる。内部の金属箔はスクリューキャップと同様に酸素を遮断する働きがある。内部の栓は抜栓時にコルクのように「抜く」ことができ、その後再び栓をすることも可能である。2010年からはスパークリングワイン用としても使われるようになったが、スパークリングワインにおいて元々ボトルに付いていた栓で再度栓ができるようなものはゾークが初めてである。

### 王冠
ビール瓶などに使われる王冠もスパークリングワインやシードルなどの栓として使われることがあるものの、使用頻度はあまり高くない。

## 批判
ワイン産業のなかでは、代替コルクを用いることに対する批判がかねてから存在する。2006年3月のスペイン政府の決定により、スペインのD.O.（原産地呼称）のうち11か所において代替コルクの使用が禁止された。
環境保護論者は、ユーカリなどを商業的に植えることでコルクガシの森が失われると嘆いているが、代替コルクの支持者は、「天然」コルクはあくまで「コルクの粒やカスを溶媒でくっつけたもの」であり、人工物と比べても何ら生分解性に優れたものではないとしている。ただし「粒やカスを溶媒でくっつけた」といえるものは圧搾コルクであり、コルクガシの樹皮を打ち抜いて作る通常の天然コルクとは異なる。